# 콰르텟 (2017년 드라마)
《콰르텟》(일본어: カルテット 과르텟[*])은 2017년 1월 17일부터3월 21일까지 매주 화요일 22시 00분 ~ 22시 54분에, TBS 계열의 화요드라마 시간대에서 방송된 텔레비전 드라마이다. 주연은 마쓰 다카코.

## 개요
캐치프레이즈는, 〈30대. 연애도 인생도 보통 수단으로는 안 된다…〉.

## 캐스트
- 마키 마키 - 마쓰 다카코
- 세부키 스즈메 - 미츠시마 히카리
- 벳푸 쓰카사 - 마쓰다 류헤이
- 이에모리 유타카 - 다카하시 잇세이
- 기스기 아리스 - 요시오카 리호

## 스태프
- 각본 - 사카모토 유지
- 음악 - fox capture plan
- 연출·치프 프로듀스 - 도이 노부히로
- 프로듀스 - 사노 아유미
- 제작 저작 - TBS

## 방송 일자
| 각 화                                                     | 방송일          | 부제                                                            | 연출            | 시청률 |
| --------------------------------------------------------- | --------------- | --------------------------------------------------------------- | --------------- | ------ |
| 제1화                                                     | 2017년 1월 17일 | 우연한 만남에 숨겨진 4 개의 거짓말... 성인의 러브 서스펜스!!    | 도이 노부히로   | 9.8%   |
| 제2화                                                     | 2017년 1월 24일 | 짝사랑의 시작... 밝혀지는 비밀, 새로운 거짓말                   | 도이 노부히로   | 9.6%   |
| 제3화                                                     | 2017년 1월 31일 | 당신의 과거 포기 있어요...? 비밀과 사랑의 사각 관계             | 가네코 후미노리 | 7.8%   |
| 제4화                                                     | 2017년 2월 7일  | 아내는 피라냐 혼인 신고는 저주를 이루기 데스 노트               | 가네코 후미노리 | 7.2%   |
| 제5화                                                     | 2017년 2월 14일 | 제2장 개막!? 여자 싸움 눈물 고백... 남편 실종의 진상!!          | 도이 노부히로   | 8.5%   |
| 제6화                                                     | 2017년 2월 21일 | 제2장 개막!! 남편의 고백, 아내의 눈물... 맞이하는 충격의 결말   | 쓰보이 도시오   | 7.3%   |
| 제7화                                                     | 2017년 2월 28일 | 사람을 죽였습니다... 부부 결사의 도망 극 눈물의 결말은!!        | 쓰보이 도시오   | 8.2%   |
| 제8화                                                     | 2017년 3월 7일  | 마지막으로 최대의 거짓말 쟁이는 누구다!? 격동의 최종장, 개막 !! | 도이 노부히로   | 9.5%   |
| 제9화                                                     | 2017년 3월 14일 | 스푸핑 여자, 충격 고백!! 콰르텟 눈물의 이별                     | 쓰보이 토시오   | 11.0%  |
| 제10화                                                    | 2017년 3월 21일 | 최종회에 마지막 설마... 안녕 도넛홀                             | 도이 노부히로   | 9.8%   |
| 평균시청률 8.9% (시청률은 간토 지방·비디오 리서치사 조사) |                 |                                                                 |                 |        |

- 첫회 15분 확대 스페셜.